# Giovanni Gabrieli
Giovanni Gabrieli (ca. 1557 – 13 de octubre de 1612) fue un compositor y organista italiano, nacido y muerto en Venecia. Uno de los más influyentes músicos de su época, representa la culminación de la escuela veneciana, enmarcándose en la transición de la música renacentista a la música barroca.

## Biografía
Se desconoce la fecha exacta de su nacimiento, aunque de acuerdo con un obituario de la época, en el momento de su muerte tenía 56 años (o 58 años, la letra no es muy clara). Habría estudiado con su tío, Andrea Gabrieli. Siguiendo su ejemplo, durante varios años trabajó en Múnich, en la corte del duque Alberto V de Baviera, posiblemente hasta la muerte del duque en 1579. Allí habría estudiado con Orlando di Lasso, amigo de Andrea. Hacia 1584 habría sido organista suplente en San Marcos, en ausencia de Claudio Merulo, para en 1585 concursar y ganar el cargo en forma permanente. También ese año comenzó a trabajar de organista en la Scuola Grande di San Rocco. Mantendría ambos puestos hasta su muerte. A partir de la muerte de su tío le sucedió como compositor principal de San Marcos. 
Su fama, incrementada por ediciones de su obra en Alemania, en gran parte hechas por Caspar Hassler, le atrajo gran cantidad de alumnos, fundamentalmente de ese país, entre los que destacó Heinrich Schütz.
Desde 1606 sufrió de un cálculo renal, que le obligó a dejar parte de sus responsabilidades, y murió en 1612 a causa de complicaciones de dicha enfermedad.

## Obras
Se encargó de recopilar y editar la obra de su tío. Fruto de esos esfuerzos es la publicación de la colección Concerti en 1587 que se transformó en fuente fundamental de la música veneciana.
Por su parte, compuso diversas obras siguiendo el estilo de su tío pero acentuando aún más los contrastes, con un mayor dramatismo y color. Al igual que otros compositores de la escuela veneciana, su estilo se vio notablemente influido por las particulares características de la Basílica de San Marcos, con sus galerías separadas, por lo que los órganos y los coros se ubicaban en lados opuestos, además de la excelente acústica del lugar. 
Hacia 1597 publica su propia colección Sacrae symphoniae que le otorga fama a nivel internacional. Destaca la Sonata pian e forte en la que, posiblemente por primera vez, se dan indicaciones de dinámica (piano, forte) según las orquestas tocaran solas o juntas.